# Onanismo

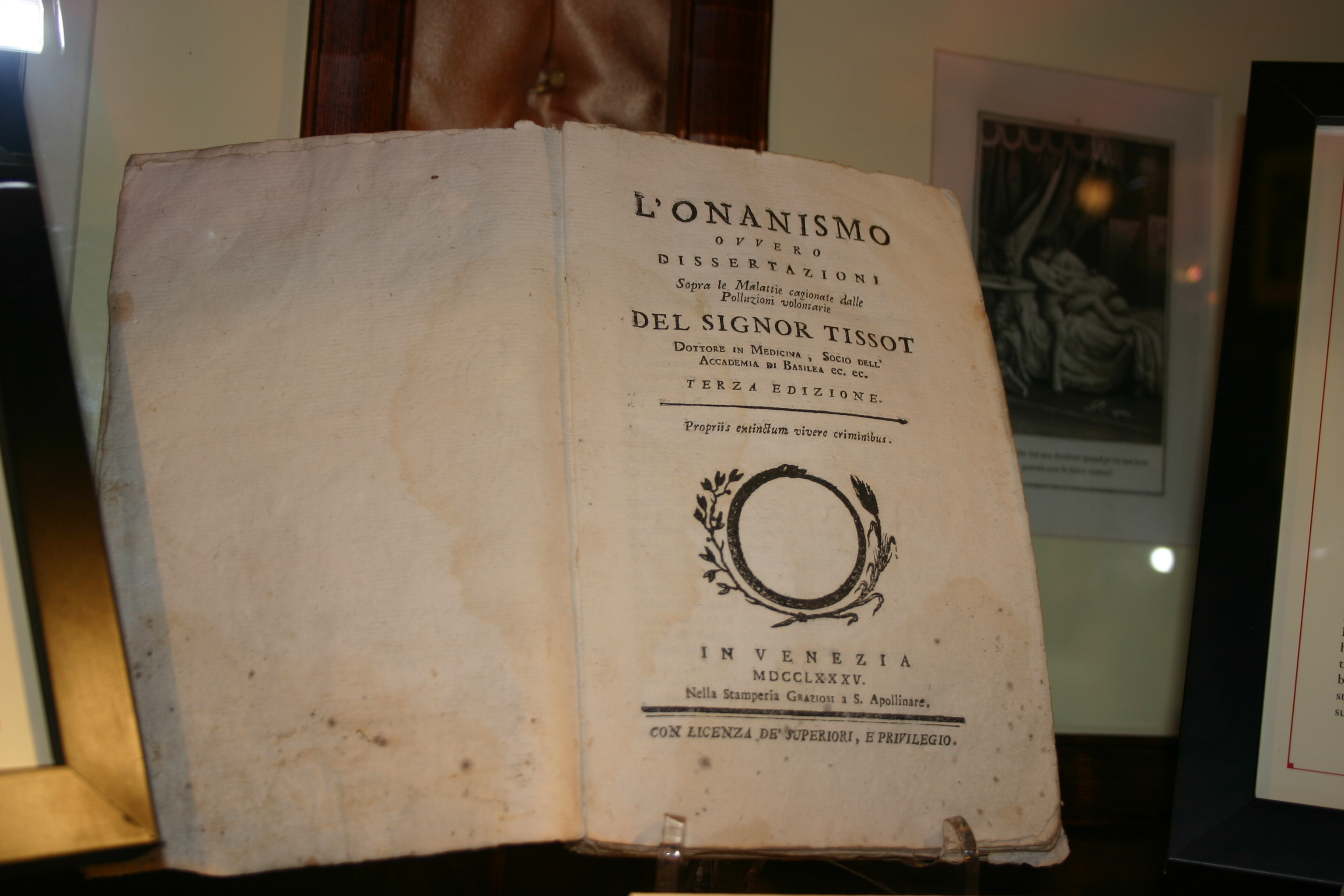
L'onanismo, Tissot (1785), custodito nel museo dell'erotismo di Venezia

Onanismo è un termine coniato nel Settecento, dal nome del personaggio biblico di Onan, per indicare la pratica del coito interrotto in funzione contraccettiva.

## Storia
Onan era ricorso alla pratica anticoncezionale del coitus interruptus per vanificare la legge ebraica del levirato ed evitare la nascita di un figlio che non avrebbe potuto portare il suo nome:
Onanismo, quindi, è propriamente il tentativo di impedire il concepimento mediante coito interrotto e, nella teologia morale cattolica, anche mediante altre pratiche antifecondative.
L'effetto finale dell'atto consiste nella dispersione del seme maschile. Nell'uso corrente – ma talvolta anche nella terminologia medico-psicologica – alla parola onanismo resta accostato, impropriamente, il significato di masturbazione, mentre il significato originario è rimasto in uso, ad esempio, nella teologia morale.
Talvolta viene utilizzato, in senso figurato, per riferirsi ad un comportamento narcisistico, all'attività anche se improduttiva e priva cioè di risultati pratici.